# Autonomia sexual
A autonomia sexual refere-se à capacidade e direito de uma pessoa para tomar decisões livres e informadas sobre sua própria sexualidad e actividade sexual, sem coerción, discriminação ou violência. Este conceito abarca o controle sobre o próprio corpo, o consentimento nas relações sexuais, a liberdade de orientação sexual e a identidade de género, bem como o acesso à educação sexual e os serviços de saúde reproductiva.
É violentada quando uma pessoa impede o uso de métodos anticonceptivos a seu casal, quando um homem se retira o preservativo sem o consentimento de seu casal durante o acto sexual (stealthing), quando uma pessoa é obrigada a ter ou permanecer numa relação sexual não desejada a mudança de alimento ou teto, quando uma pessoa não pode expressar sua sexualidad sem ser atacada ou violentada, quando a uma pessoa se lhe priva da libertada de decidir com quem ter relações sexuais ou se lhe nega a integridade corporal. A violação desta pode causar danos à saúde mental e física de um indivíduo.

## Aspectos legais
Segundo a OMS e a ONU, a autonomia sexual faz parte dos direitos sexuais e reproductivos de todo o indivíduo, os quais encontram sua base em direitos humanos como o direito à vida, integridade, saúde, autonomia, dignidade, informação, igualdade e à não discriminação.
A expressão direitos sexuais e reproductivos refere-se ao direito de todas as pessoas, independentemente de sua idade, identidade de género, orientação sexual ou outras características, a tomar decisões sobre sua própria sexualidade e reprodução. A vivência da sexualidade é uma parte própria da cada indivíduo, pelo que é fundamental ter condições que permitam a conhecer, a desfrutar e a exercer com liberdade e prazer. Os direitos sexuais e reproductivos procuram garantir estas condições.
Algumas das acções que vulneram a autonomia sexual, como os casos de violação sexual, são qualificados como delitos e são castigados pela lei a nível mundial. Outras formas de violência persistem através de normas, práticas e inclusive leis, a maioria das quais são produto de profundas desigualdades de género.
Um exemplo das formas pelas quais as sociedades justificam as violações da autonomia sexual podem ser:
- Provas de virginidade e exames exames anais (retais) forçados.
- Esterilização forçada.
- Uso forçado de métodos anticonceptivos.
- Violência homofóbica e transfóbica.
- Casamento forçado e infantil.
- Mutilação genital feminina.
- Assassinatos por “honra”.
- Violência sexual nas relações de casal.
- Leis que obrigam a se casar com o violador.
  - Leis que ditam que um homem, ao casar com uma mulher da qual abusou, pode viver sem penas.
- Coerção reproductiva.
- Negação de educação sexual abrangente.

O indicador 5.6.2 dos Objectivos de Desenvolvimento Sustentável (ODS), medido no ano 2021, verifica que as leis e regulações assegurem que homens e mulheres tenham o mesmo acesso a serviços de saúde sexual e reproductiva, bem como a informação e educação sobre estes temas. Isto abarca o seguinte:
- Atenção materna: o 71% dos países têm implementado leis que garantem o acesso geral à saúde materna. Estas leis cobrem vários aspectos importantes, tais como atenção materna, produtos básicos de sobrevivência, situação jurídica do aborto e atenção posterior a este. Esta informação baseia-se nos relatórios completos apresentados por 79 países.
- Contracepção e planejamento familiar: o 75% dos países contam com leis que promovem um acesso completo e equitativo aos anticonceptivos. Estas leis abordam aspectos como a disponibilidade de anticonceptivos, o consentimento necessário para aceder a serviços relacionados com a anticoncepción, e a acessibilidade a anticonceptivos de emergência. Este dado baseia-se em relatórios completos apresentados por 104 países.
- Educação sexual abrangente e informação sobre o tema: 56% dos países possuem leis que garantem o acesso geral à saúde. Estas leis podem abranger questões como legislação abrangente sobre educação sexual e a inclusão desta educação nos currículos escolares. Estes dados baseiam-se em relatórios completos apresentados por 98 países.
- Saúde e bem-estar sexuais: o 80% dos países contam com leis que promovem a educação sexual e o bem-estar. Estas leis podem incluir disposições relacionadas com o assessoramento e diagnóstico do vírus de inmunodeficiencia humana (HIV) e aids, o tratamento e atenção do HIV, a confidencialidade do estado de saúde das pessoas que vivem com o HIV, bem como a disponibilidade da vacina do vírus do papiloma humano (VPH). Este dado baseia-se em relatórios completos apresentados por 101 países.[2]

## Ativismo
Existem limitações para que as pessoas (na maioria mulheres) pratiquem sua autonomia sexual, muito disto por políticas conservadoras e tradições repressivas, as quais se seguem fomentando.
Um dos principais movimentos sociais que advogam pela autonomia sexual são os feminismos, já que estes procuram apoiar o direito humano a ter controle com respeito à sexualidade, saúde sexual, reproductiva, bem como a decisão livre e responsável por esta, sem que exista discriminação, violência ou coerção.

## Mediçao da autonomia sexual
Medir a autonomia sexual é crucial por várias razões, principalmente permite determinar se as pessoas (especialmente mulheres e meninas) têm o poder de tomar decisões sobre seus corpos e vidas sexuais, também permite identificar as desigualdades de género quanto à capacidade para a tomada de decisões ou distinção das barreiras que impedem a autonomia, inclusive pode ajudar a desenvolver políticas e programas que protejam e promovam os direitos sexuais.
A comunidade internacional tem lembrado monitorar dois indicadores dentro do marco dos ODS, os quais avaliam a tomada de decisões e as leis relacionadas com a atenção de saúde reproductiva e a informação ao respeito. Estes indicadores representam mal um primeiro passo.
O indicador 5.6.1 dos ODS examina três perguntas dirigidas a mulheres:
- Quem costuma decidir sobre a atenção de sua saúde?
- Quem costuma decidir se deve ou não utilizar anticonceptivos?
- Pode dizer-lhe que não a seu marido ou casal se não deseja manter relações sexuais?

Só as mulheres que tomam suas próprias decisões nestes três âmbitos se consideram autónomas quanto a sua saúde reproductiva para exercer seus direitos.
Estes dados estão disponíveis em aproximadamente um da cada quatro países, mas mostraram um panorama preocupante no ano 2021: só o 55% das mulheres e meninas a nível mundial podem tomar suas próprias decisões nas três dimensões mencionadas.

## O preservativo feminino
O uso do preservativo feminino brinda-lhe controle e protecção contra infecções de transmissão sexual e gravidez não desejada a quem o utiliza, independentemente da vontade de seu casal ou casais.
Existe um consenso geral de que as condições para promover, implementar e aumentar a utilização destes métodos não estão totalmente estabelecidas, tanto pelo Estado e pelo pessoal de saúde, como pelos grupos populacionais que poderiam beneficiar da sua utilização. Contudo, acredita-se que campanhas educativas poderão mudar gradativamente esta situação, oferecendo à população, tanto feminina quanto masculina, uma ferramenta adicional e maior autonomia nos cuidados sexuais e reprodutivos.
Segundo uma investigação publicada pela revista El Banquete de los Dioses (2017), a maioria das entrevistadas consideram que o preservativo feminino outorga uma maior autonomia à mulher ao lhe permitir tomar a decisão de se proteger a si mesma, aliviando a responsabilidade do varão e evitando situações incómodas nas que este último não esteja disposto a utilizar um método de protecção.

## Gravidez planejada
As pessoas encontram-se expostas ante o risco de gravidez não desejada devido a diversas razões, como violência por parte dos casais sexuais, a falta de acordos prévios em matéria anticonceptiva e a imposição masculina de não usar preservativo. Estas práticas, junto com a promoção de comportamentos centrados no prazer masculino e a falta de poder para negociar efectivamente a anticoncepción, refletem os limites da autonomia sexual das mulheres.
Algumas autoras destacam a desigualdade nas relações heterosexuales, ainda que seu enfoque na hegemonía heterosexual pode ignorar as diferenças de classe, origem étnica-racial e idade, bem como a diversidade de experiências das mulheres. Ademais, passam por alto que não todas as gravidezes involuntarios são resultado da violência, e que a limitação do poder de negociação das mulheres não sempre equivale a sexo forçado.
Por outro lado, outras examinam o tema do aborto como um acto de desobediencia aos mandatos patriarcais, destacando que nem todas as interrupções da gravidez são consequência da violência, mas que também podem ser exercícios de autonomia e de reafirmação de projetos vitais das mulheres.